# Station Otsu-shiyakusho-mae
Station Otsu-shiyakusho-mae (大津市役所前駅, Otsu-shiyakusho-mae-eki) is een spoorwegstation in de Japanse stad Ōtsu. Het wordt aangedaan door de Ishiyama-Sakamoto-lijn. Het station heeft twee sporen gelegen aan twee zijperrons. 

## Treindienst

### Keihan
| 1 | ■ Ishiyama-Sakamoto-lijn | richting Sakamoto                              |
| 2 | ■ Ishiyama-Sakamoto-lijn | richting Hamaōtsu, Keihan Zeze en Ishiyamadera |

## Geschiedenis
Het station werd in 1927 onder de naam Heiei-mae (兵営前, voor de kazerne) geopend. In 1940 kreeg het station wegens veiligheidsredenen de huidige naam.

## Overig openbaar vervoer
Bussen van Keihan.
Ishiyamadera · Karahashimae · Keihan Ishiyama · Awazu · Kawaragahama · Nakanoshō · Zezehonmachi · Nishiki · Keihan Zeze · Ishiba · Shimanoseki · Hamaōtsu · Miidera · Bessho · Ōjiyama · Ōmijingūmae · Minami-Shiga · Shigasato · Anō · Matsunobamba · Sakamoto